# Esenbeckia nitens
Esenbeckia nitens är en tvåvingeart som beskrevs av Philip 1973. Esenbeckia nitens ingår i släktet Esenbeckia och familjen bromsar.
Artens utbredningsområde är Tamaulipas (Mexiko). Inga underarter finns listade i Catalogue of Life.